# ویتولو (بازیکن فوتبال، زاده ۱۹۸۹)
ویکتور ماچین پرز (اسپانیایی: Víctor Machín Pérez‎؛ زادهٔ ۲ نوامبر ۱۹۸۹) که عموماً با نام ویتولو شناخته می‌شود، بازیکن فوتبال اهل اسپانیا است که در پست وینگر برای لاس پالماس در لا لیگا بازی می‌کند.
وی همچنین در تیم ملی فوتبال اسپانیا بازی کرده‌است.